# John Paine
John Bryant Paine (Boston, 19 aprile 1870 – Weston, 2 agosto 1951) è stato un tiratore a segno statunitense.

## Biografia
Andò dal fratello Sumner, che abitava a Parigi, mentre si recava da Boston a Atene, e lo spinse a seguirlo. Partecipò ad una sola gara di tiro a segno, vincendo la medaglia d'oro nella rivoltella militare, colpendo 25 bersagli su 30; nella stessa gara, il fratello si piazzò al secondo posto. Rinunciò alla gara della pistola libera, per consentire la vittoria anche a Sumner Paine.
I due usavano le stesse pistole, che erano di ottima manifattura, soprattutto per la gara con rivoltella militare essi usavano le colt che erano di molto superiori alle armi degli avversari. Si giustifica così l'enorme distacco tra i due fratelli e gli avversari; infatti, mentre John arrivò a 442 punti e Sumner a 380, il terzo, Nikolaos Mōrakīs, ottenne solo 205 punti.
Suo padre, Charles Jackson Paine, aveva difeso l'America's Cup qualche anno prima. John Paine è nonno di Cécile Tucker, che partecipò alle Giochi della XXVI Olimpiade nel canottaggio.